# Silent Night (Bros-dal)
A Silent Night című dal egy karácsonyi ballada a brit Bros együttes előadásában, mely 1988. november 21-én jelent meg a Cat Among The Pigeons című maxi lemezen. A dal ezüst státuszt kapott, és több slágerlistára is felkerült.

## A dal eredete
A Silent Night melyet gyakran németül Stille Nacht-ként is emlegetik a köznyelvben, egy 1818-ban komponált karácsonyi dal, melyet Franz Xaver Gruber alkotott Joseph Mohrnak Oberndorf kisvárosában. A dalt az UNESCO 2011-ben immateriális kulturális örökségé nyilvánította.
A dal több feldolgozást is megélt, többek között a Bing Crosby által megjelent változatot, mely minden idők harmadik legjobban fogyó kislemeze lett.

## Megjelenések
12"  Spanyolország CBS – CBS 653166 6
- A1	Cat Among The Pigeons	4:05
- A2	Silent Night 3:50
- B1	I Owe You Nothing	5:38
- B2	Love To Hate You	6:49

## Slágerlista
| Slágerlista                                  | Legjobb Helyezés |
| -------------------------------------------- | ---------------- |
| Ausztrália (ARIA Charts)                     | 15               |
| Németország (GfK Entertainment Charts)       | 26               |
| Írország (Ír slágerlista)                    | 4                |
| Hollandia (MegaCharts)                       | 91               |
| Új-Zéland (Official New Zealand Music Chart) | 27               |
| Franciaország (SNEP)                         | 41               |
| Egyesült Királyság (Brit kislemezlista)      | 2                |